# Next Gen – Das Mädchen und ihr Roboter
Next Gen – Das Mädchen und ihr Roboter (Originaltitel: Next Gen) ist ein chinesisch-kanadischer Animations-Science-Fiction-Film. Er erschien am 7. September 2018 weltweit, außer China, auf der Video-on-Demand-Plattform Netflix. Es handelt sich um die Verfilmung des Comics "7723" von Wang Nima.

## Handlung
Der Film handelt von einem jungen Mädchen namens Mai, das im futuristischen, utopischen Grainland aufwächst, in dem Roboter in allen Lebenssituationen zu finden sind und nahezu alles automatisieren, vom Auto fahren bis hin zum Haare kämmen. Eine schwere Kindheit, in der sich seine Eltern trennen und es in der Schule gehänselt wird, lässt es in seiner Pubertät zu einer Rebellin aufwachsen, die sich gegen ihre roboterliebende Mutter und die moderne Welt auflehnen möchte.
Mai begleitet ihre Mutter Molly zu einer Robotermesse des Unternehmens IQ Robotik, um das neuste Modell der Q-Bots, den Haushaltsroboter Gen 6 zu begutachten. Da ihre Mutter kein Interesse an ihr zeigt, läuft sie auf eigene Faust umher und muss bald vor Security-Robotern flüchten. Durch Reinigungsrohre des Gebäudes gelangt sie zufällig in die Werkstatt des Wissenschaftlers Dr. Tanner Rice, wo sie Projekt 77 alias 7723 trifft. 7723 ist ein Roboter, den Dr. Rice im Geheimen entwickelt hat und der den sonstigen Robotern weit überlegen ist. Mai aktiviert diesen unabsichtlich, wird aber von einem Security-Roboter entfernt und zurück zu ihrer Mutter gebracht. Dabei verliert sie ihren Rucksack in der Werkstatt, was 7723 als Anstoß nimmt, sie zu suchen und ihr den Rucksack zu bringen. Als er das Auto der Mutter verfolgt, wird er von zahlreichen Polizei-Robotern gejagt, die ihn wegen seiner unbekannten Registrierung aufhalten wollen. Durch seine überlegene Technologie verursacht er eine regelrechte Verwüstung in der Stadt und wird am Ende unter Trümmerteilen einer eingestürzten Brücke begraben. Dabei wird sein Speichermodul beschädigt, was zu einer stark begrenzten Speicherkapazität führt.
Währenddessen quält sich Mai mit den sich immer wiederholenden Problemen ihres Lebens ab: die fehlende Zuneigung ihrer Mutter, Mobbing und Prügel in der Schule, Einsamkeit und die Allgegenwärtigkeit von für sie nervigen Hilfsrobotern. Am Abend des nächsten Tages trifft sie 7723 wieder, der ihr bis in den Garten ihres Hauses gefolgt ist. Mai erkennt in ihm eine Möglichkeit, ihre rebellische Phase auszuleben. Sie benutzt ihn, um sich an ihren Klassenkameraden zu rächen und die sie nervenden Roboter zu zerstören. Vor allem letzteres wird auch von den Medien beobachtet, in einer Talkshow wird Justin Pin, der Firmenchef des Roboterproduktionsunternehmens IQ Robotik, darauf angesprochen. Als Folge darauf stellt er Dr. Tanner Rice, den Entwickler hinter den neuen Gen-6-Robotern und 7723, zur Rede und zwingt ihn, den ausgerissenen Roboter wiederzufinden. Hier ist klar erkennbar, dass Dr. Rice und Justin Pin stark unterschiedliche Meinungen zur Unternehmensführung und den neuen Robotern haben. Allerdings stellt Justin Pin klar, dass das Ziel, einen in jeden Haushalt zu bringen, möglichst bald erreicht werden muss.
7723 und Mai erleben viel zusammen, wobei der Roboter zunehmend Gewissensbisse für die Zerstörungen bekommt. Dies führt zu einer Spannung zwischen den beiden und am Ende zu einem Streit. Mai fühlt sich wie so oft in ihrem Leben alleine und im Stich gelassen. Außerdem muss er immer wieder Erinnerungen löschen, da sein Speicher zunehmend gefüllt wird und er kurz vor einem Systemzusammenbruch steht. Nach dem Streit mit Mai beschließt er deshalb, den Teil der Software zu löschen, der seine Waffen steuert, um die Erinnerungen mit Mai behalten zu können.
Kurz darauf sucht Dr. Rice Mai und ihre Mutter auf, wo er 7723 ein neues Speichermodul geben kann. Allerdings werden sie von Justin Pin und seinem Kampfroboter Ares überrascht. Dieser offenbart ihnen, dass es sein Plan ist, mit Hilfe der auf Explosion programmierten Gen-6-Roboter die Menschheit auszulöschen. Es kommt zum Kampf, bei welchem 7723 ohne funktionierende Waffensysteme weit unterlegen ist und Ares mit Justin Pin die Mutter von Mai entführen kann. Mai und 7723 müssen in die Kanalisation flüchten. Die Tatsache, dass er ihrer Mutter nicht geholfen hat und seine Waffen nicht funktionieren, lässt einen neuen Streit entstehen, bei welchem Mai am Ende wütend alleine aufbricht. Sie möchte in das Firmengebäude von IQ Robotik einsteigen. Allerdings folgt ihr 7723 und hilft ihr sich gegen die große Zahl an Security-Robotern zu verteidigen und zu Dr. Rice zu gelangen. Dieser ist gerade dabei, seine Sachen zu packen und warnt die beiden, dass es sich um eine Falle handelt, als auch schon Justin Pin mit Ares erscheint. Nun wird immer klarer, dass es sich bei Justin Pin ebenfalls um einen Roboter handelt und sein Bewusstsein und das von Ares zusammenhängen. Ares tötet Dr. Rice und schleudert 7723 in ein benachbartes Sportstadion. Während die Roboter dort einen Kampf gegeneinander ausüben, befreit Mai ihre Mutter. Dabei wird sie allerdings von Justin Pin überrascht.
Der Kampf entwickelt sich weiter, und inzwischen wird den Zuschauern der Sportveranstaltung klar, wer Justin Pin wirklich ist: Ares tötete den echten Pin und nutzt seinen Körper als Puppe, um die Erde durch Auslöschung der Menschen, die er für böse hält, zu befreien. 7723 sieht ein, dass er diese Schlacht nur gewinnen kann, wenn er sein System neu startet und damit seine Waffen wieder aktiviert. Das bedeutet allerdings die Löschung aller Erinnerungen mit Mai. Er leitet den Prozess ein, und während sein Speicher nach und nach gelöscht wird, bekämpft er erfolgreich Ares, bis zum Ende nur noch ein Wrack von ihm übrig ist. 7723 hingegen hat seinen Neustart beendet und ist dadurch vorübergehend unbrauchbar. In den Wrackteilen des Roboters von Ares findet sich noch ein letzter Teil von ihm, der gerade noch funktionsfähig ist. Allerdings gelingt es Mai, diesen mit einem herumliegenden Schrottteil zu zerstören.
Nach dem Kampf behält Mai 7723, der allerdings bedingt durch den Neustart alle Verhaltensmuster neu erlernen muss. Außerdem schafft sie es, Kontakt zu ihren Schulfreunden und ihrer Mutter aufzubauen, die eingesehen hat, dass ihre Tochter wichtiger ist als die Roboter.

## Produktion
Der Film wurde von Baozou Studios und Alibaba Pictures unter der Leitung von John Morch und Yangbin Lu für Netflix und Alibaba Pictures produziert. Der Film wurde von Tangent Animation, bis auf wenige Ausnahmen, komplett mit Blender animiert.

## Synchronisation
Die deutsche Synchronisation entstand bei der VSI Synchron GmbH in Berlin unter der Dialogregie von Mike Betz, der auch das Dialogbuch dazu schrieb.
| Rolle                               | Englischer Sprecher      | Deutscher Sprecher            |
| ----------------------------------- | ------------------------ | ----------------------------- |
| 7723 (Projekt 77) Diagnose-Computer | John Krasinski Reba Ruhr | Jaron Löwenberg Susanne Geier |
| Mai Su                              | Charlyne Yi              | Maximiliane Häcke             |
| Molly Su                            | Constance Wu             | Manja Doering                 |
| Momo                                | Michael Peña             | Karlo Hackenberger            |
| Justin Pin / Ares                   | Jason Sudeikis           | Norman Matt                   |
| Dr. Tanner Rice                     | David Cross              | Klaus-Peter Grap              |
| Q-Bots                              | David Cross              | Dirk Petrick                  |
| Ani                                 | Anna Akana               | Anne Patricia Reetz           |
| Security-Roboter                    | Fred Tatasciore          | Michael Pan                   |
| Greenwood                           | Kiana Ledé               | Anne Helm                     |
| Junior                              | Jet Jurgensmeyer         | Roland Wolf                   |

## Rezeption
In der Internet Movie Database erhielt der Film die Durchschnittsbewertung 6,6 von 10. Rotten Tomatoes verzeichnet einen Anteil von 68 % positive Benutzerstimmen und 83 % positive Kritikerstimmen, die eine durchschnittliche Bewertung vom 5,7 von 10 abgaben.